# 多指令流多数据流

多指令流多数据流（Multiple Instruction Stream Multiple Data Stream），是使用多个控制器来异步地控制多个处理器，从而实现空间上的并行性的技术。

## 参阅
- 并行计算